# Кетам
Кетам (малайск. Pulau Ketam) — небольшой остров, расположенный примерно в 10 км от порта Кланг, штат Селангор, Малайзия. Площадь острова — 2,9 км².

## Описание
Название острова дословно переводится как «Крабий остров». На острове имеется две рыбацких китайских деревни Пулау-Кетам и Сунгай-Лима, которые разделены между собой лесом. Сообщение между деревнями возможно только по морю. С материком остров связан регулярным паромным сообщением. В связи сильными приливами и отливами все дома в деревни построены на сваях и связаны между собой системой бетонных и деревянных мостков. На острове нет машин и мопедов. Только велосипеды и электрические мотороллеры.
Из группы ближайших островов порта Кланг остров Кетам является самым дальним. Он разделен с соседними островами небольшими проливами. С востока (ближайшая к материку сторона) с островом Кланг. На юге с островом Тенгах и маленьким островом Баби. С севера и запада находится большая отмель Кепах.
Основная растительность на острове это мангровые леса и болота.

## История
Остров начал заселяться китайскими рыбаками жившими на материке в 1880 году. До этого момента остров был необитаемым, заросшим мангровыми лесами и славился своими крабами. Первыми кто прибыл на остров для ловли крабов были три рыбака, переселенцев из Хайнаня. Им приходилось тратить много времени, чтобы доплыть до острова и потом вернуться обратно в порт. И тогда они решили построить на острове хижину и плавали на материк только для того, чтобы продать улов и закупить продукты. Их примеру последовали и другие переселенцы из Китая и уже в 1883 году на острове проживало около 100 человек. Первые переселенцы жили в общих больших домах «Kongsi House», сегодня каждый житель деревни имеет собственный дом и «Kongsi House» это уже достопримечательность острова.
Во время второй мировой войны, после японской оккупации материковой Малайзии, многие переехали жить на остров, так как там было более безопасно. В это время население острова сильно выросло и даже появилось паромное сообщение компании «Hai Ann Ferry».
В 1950 году, после окончания войны, на остров была привезена новая и современная техника, дизельные двигатели и рыболовные снасти, что хорошо поспособствовало развитию деревни. Также было проведено электричество. С 1960 по 1970 года на острове появляется инфраструктура, магазины, школа и почта.
Ныне с островом налажено регулярное паромное сообщение. Основными промыслами является ловля рыбы, крабов и креветок. Помимо этого развит туризм и ресторанный бизнес.

## Население
Основное население острова это китайцы. В частности чаошаньцы, хокло и немного хайнаньцы. Малайцев приехавших сюда с материка около 50 человек и в основном они работают на таких профессиях как полицейские, доктора и учителя.
Основные языки это малайский язык, севернокитайский, а также другие китайские идиомы: чаошаньский и хокло. Продавцы в магазинах также говорят на английском.
В 80-х годах в свой пик в деревне Пулау-Кетам насчитывалось до 20 тысяч жителей, а в деревни Сунгай-Лима 1.5 тысячи. В настоящее время на острове проживает около 6-7 тысяч человек. Многие вернулись на материк. Молодёжь интенсивно уезжает работать в город.

## Туризм
В настоящее время на острове развивается туризм. Основными туристами являются китайцы и малайцы. Большинство посетителей приезжает сюда на один день, чтобы погулять по рыбацкой деревне и пообедать в местном ресторане. На 2013 год на острове имеется всего 3 отеля. Из развлечений на острове доступна рыбалка и поездка вокруг острова на лодке.
Основные достопримечательности:
- Главная улица. Начинается от пирса и уходит в глубь острова. На ней находится 2 из 3 отелей острова, китайский храм, главные рестораны, магазины и рынок.
- Китайский храм Nang Thiam Keng. Здесь проводятся основные праздничные мероприятия и концерты острова.
- Китайский храм Hock Leng Keng. Один из самых больших храмов на острове. Расположен на главной улице. На крыше храма возвышается скульптура краба.
- Kongsi House. Исторические дома на острове, в которых жили первые переселенцы.
- Верфь. Небольшая местная верфь, где производят и ремонтируют рыбацкие суда.
- Рыбная ферма. Находится в открытом море примерно в 10 минутах от острова. Большинство выращиваемой рыбы экспортируется в Гонконг.

## Галерея

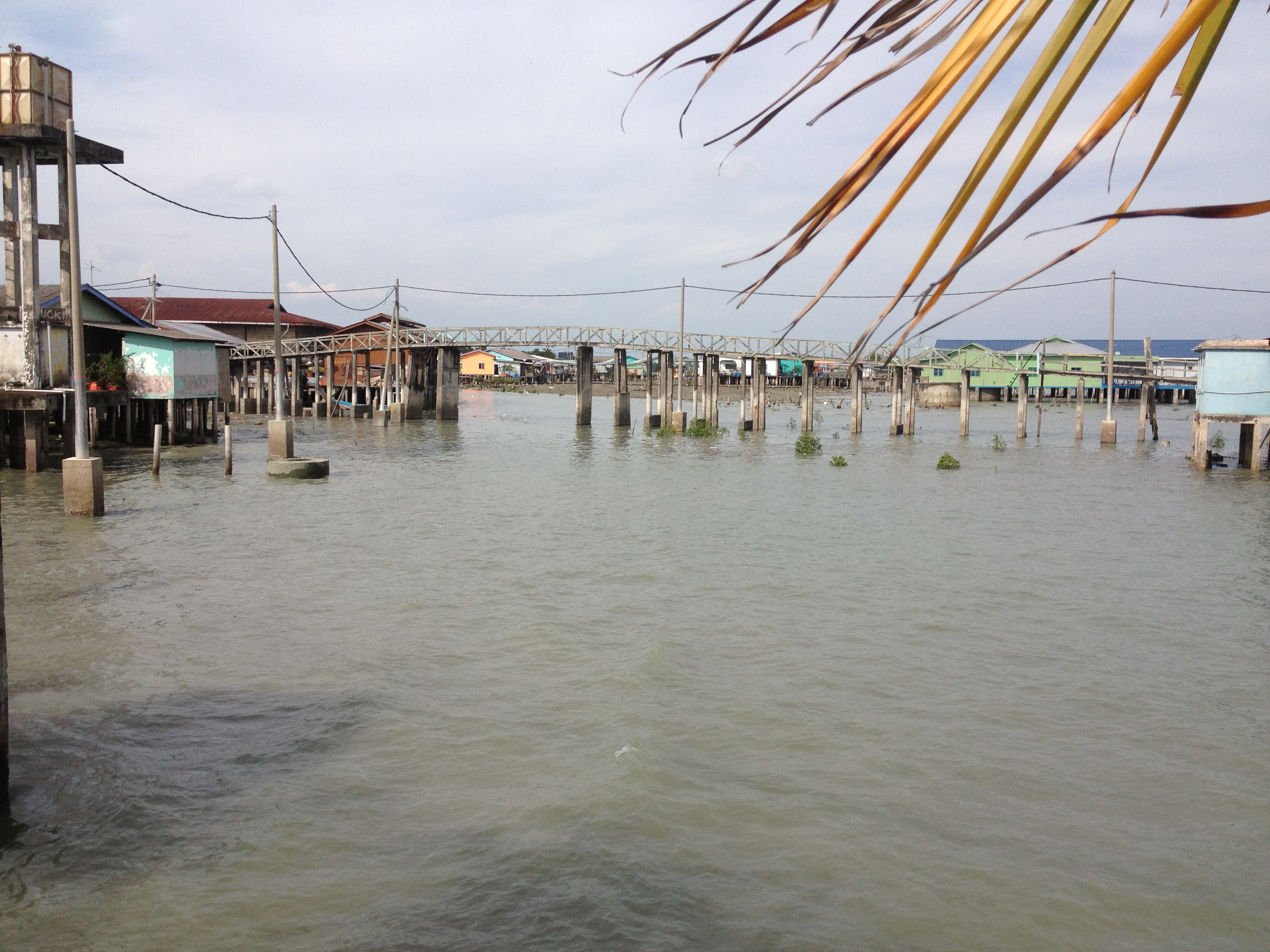
Вид во время прилива
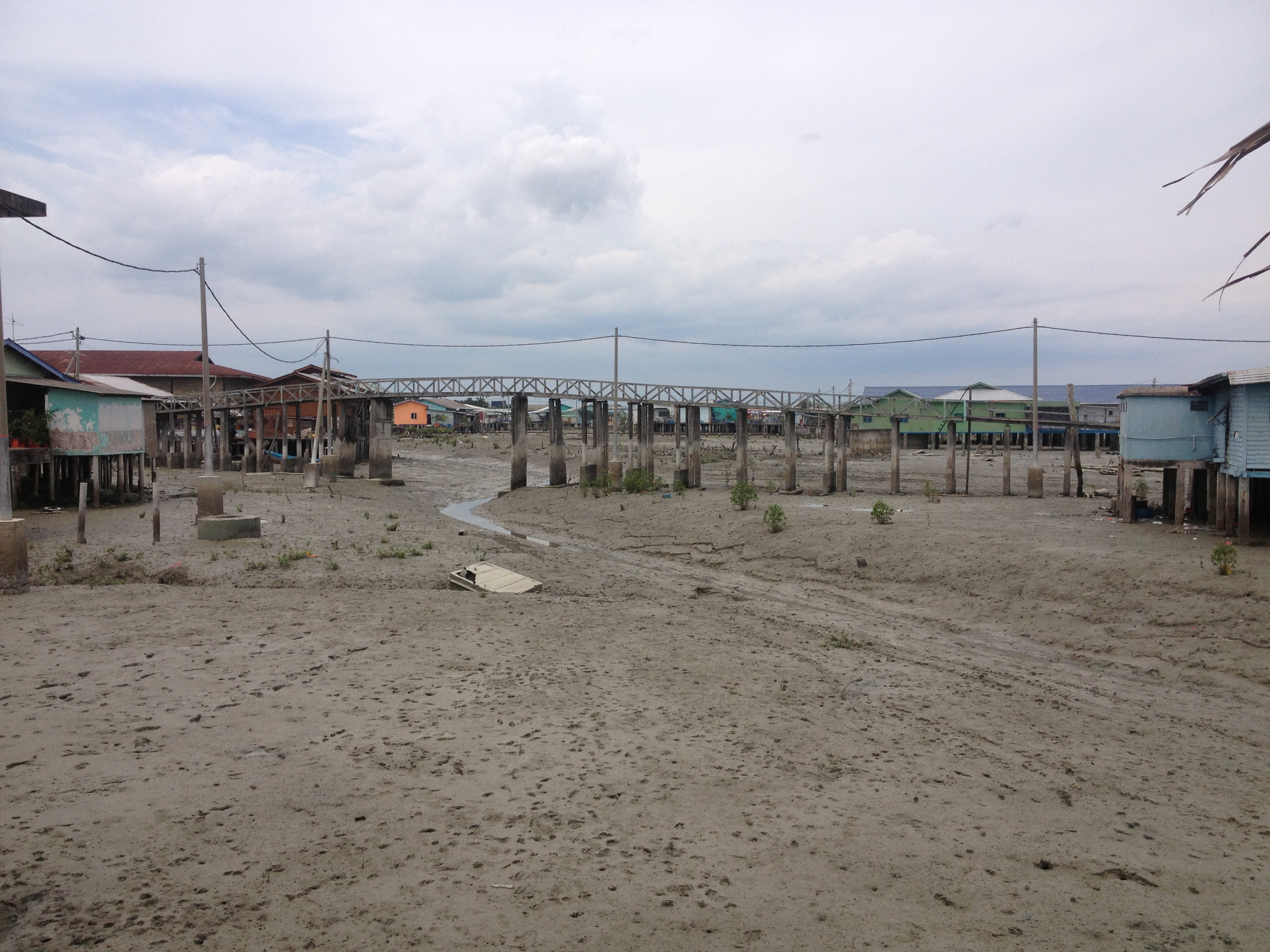
Вид во время отлива
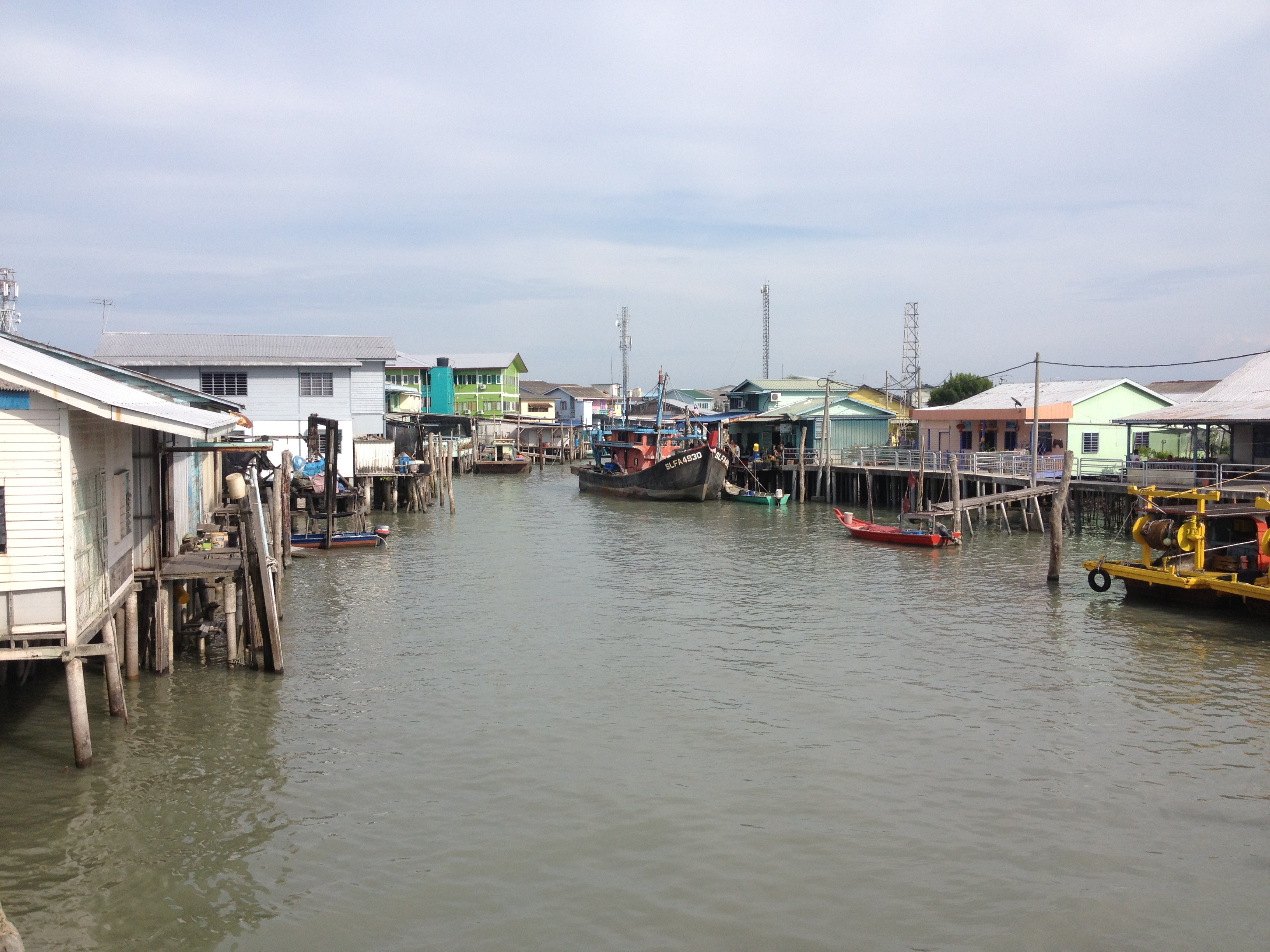
Китайская деревня и рыбацкие лодки
Китайский храм Hock Leng Keng. Со скульптурой краба на крыше.
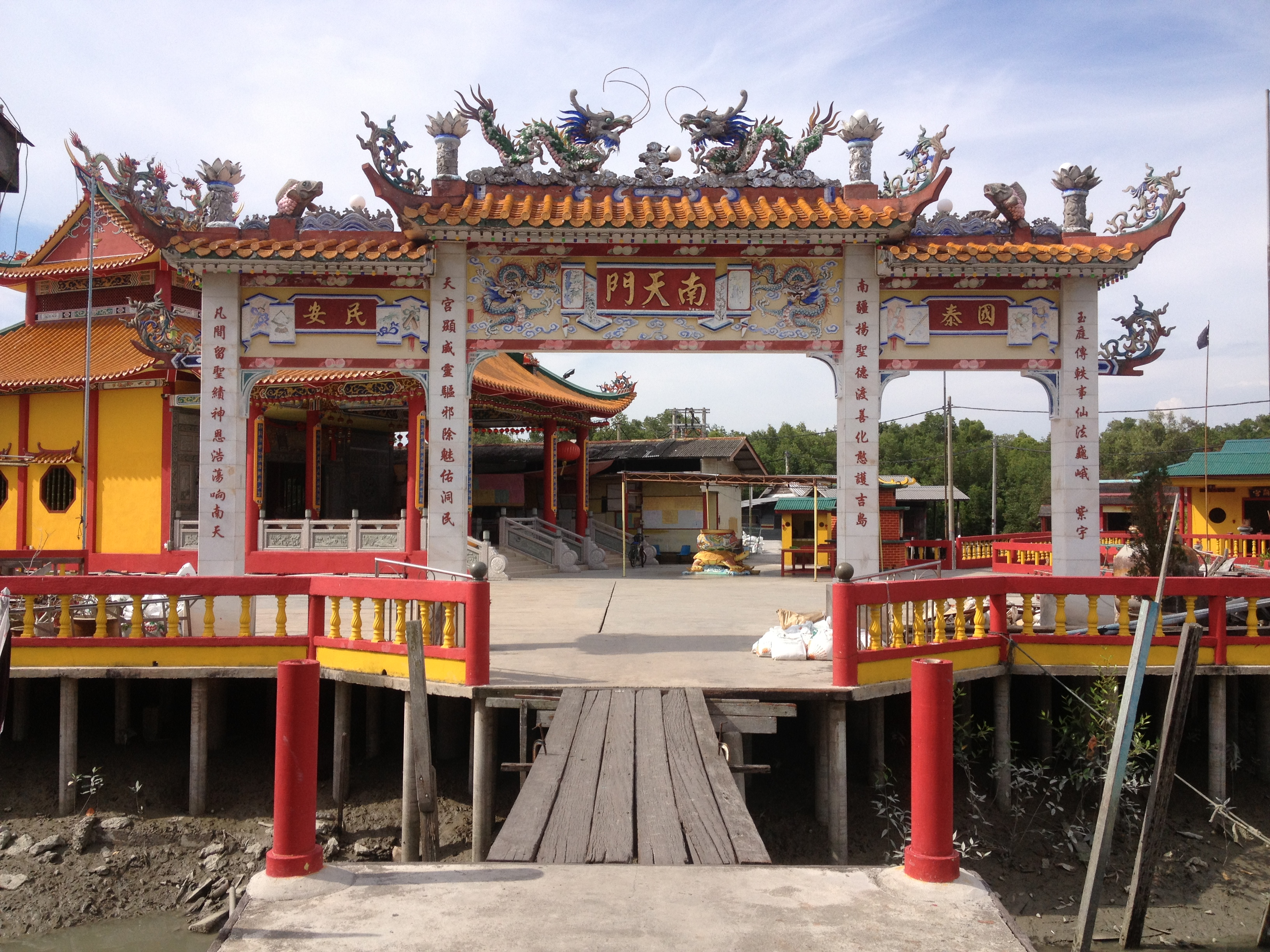
Китайский храм Nang Thiam Keng.
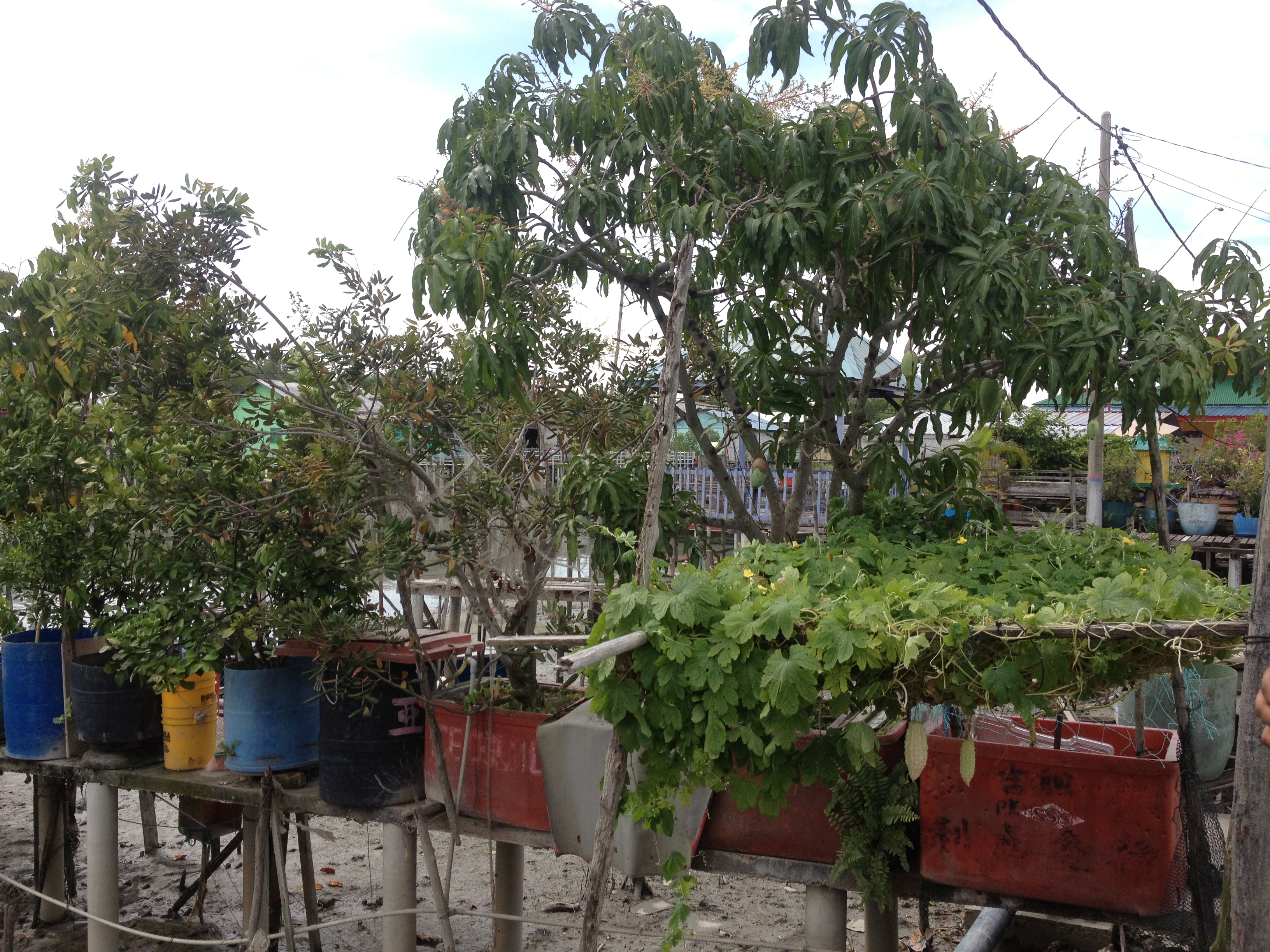
Огород. Манговое дерево, карамбола и горькая тыква